# Henri-Charles Puech
Henri-Charles Puech (Montpellier, 20 luglio 1902 – 11 gennaio 1986) è stato uno storico delle religioni francese.
Interessato soprattutto agli gnostici, diede importanti contributi nello studio del manicheismo.

## Biografia
Filosofo di formazione, agli inizi si interessò della filosofia Ellenica, in particolare del Neoplatonismo e dell'Ermetismo, prima di rivolgersi allo studio delle dottrine cristiane dei primi secoli, disciplina che insegnò a lungo presso l'École Pratique des Hautes Études.
I suoi insegnamenti ebbero in Francia grande influenza sullo sviluppo degli studi sulla Patristica, nella seconda metà del XX secolo. Ma fu soprattutto per i suoi studi sulla storia del Manicheismo e di diversi sistemi del pensiero gnostico, in seguito alla scoperta di nuovi documenti, che egli ottenne fama internazionale.

Dal 1952 al 1972 ricoprì la cattedra di Storia delle Religioni al Collège de France.

Fu Presidente dell'Académie des Inscriptions et Belles-Lettres, Presidente dell'Institut de France, membro della British Academy e 
presiedette, dal 1950 al 1965, l'Associazione Internazionale per lo studio della Storia delle Religioni, dopo aver per molto tempo collaborato con la "Rivista di Storia delle Religioni", che per un periodo diresse.

## Opere
- Le Manichéisme. Paris 1949
- Le Manichéisme. in: l'Histoire des religions, tomo II. Opera collettiva da lui diretta. Gallimard, (Colléction folio essai). Paris, 1972.
- "Manichéisme", voce dell'Encyclopédia Universalis.
- Histoire des religions. Gallimard (Collana Bibliothèque de la Pléiade). Paris, 1970, 3 vol. Compendio della storia di tutte le religioni del mondo. [Ormai disponibile solo in edizione tascabile]
- Enquête de la gnose. Gallimard.  Paris, 1978
- Sur le manichéisme et autres essais.  Flammarion (Collana Idées et recherches). Paris,  1979

## Laureehonoris causae incarichi
- Dottore honoris causa dell'Università di Utrecht (1956)
- Presidente dell'Institut de France
- Presidente dell'Académie des Inscriptions et Belles-Lettres, dal 1962
- Presidente dell'Académie des Inscriptions et Belles-Lettres
- Presidente delle  Cinq Académies (1968)
- "Corresponding Fellow" della British Academy (1970).

## Carriera
- 1908-1919 Studente al liceo de Montpellier
- 1919-1921 Liceo "Louis Le Grand"
- 1920  "Licencié ès Lettres" (Sorbona)
- 1921-1924 Allievo dell'École Normale Supérieure
- 1922  "Licence de philosophie" : Diplomi in psicologia, morale e sociologia
- 1923 Laureato in studi superiori
- 1924 Docente Aggregato di Filosofia
- 1924-1925 Viaggio attorno al mondo
- 1925-1926 Sottotenente nel 18º reggimento Fanteria (Montpellier)
- 1926 Aggregato "répétiteur" di Filosofia all'École Normale Supérieure
- 1926-1929  "Pensionnaire" della Fondation Thiers
- 1928 Allievo laureato dell'École pratique des Hautes Études, Sezione Scienze Religiose
- 1928-1933 Segretario dell'Association pour l'encouragement des Études grecques en France
- 1929-1972 Direttore degli Studi all'École pratique des Hautes Études, Sezione Scienze Religiose («Littérature chrétienne et Histoire de l'Église», poi «Histoire de l'ancienne Église et Patristique»)
- 1929-1930 Supplente di Léon Robin alla Faculté des Lettres de Paris per  "Histoire de la philosophie ancienne"
- 1930-1931 Conferenze agli allievi dell'École Normale Supérieure candidati all'insegnamento della Filosofia
- 1931-1937 Cofondatore e codirettore di Recherches philosophiques, 6 volumi
- 1932 Illustrazione esplicativa di Octave Hamelin agli studenti della Sorbona candidati all'insegnamento della Filosofia
- 1934-1950 Segretario della Sezione  "Scienze religiose" dell'École pratique des Hautes Études
- Segretario, poi co-direttore e direttore della Revue de l'Histoire des Religions, a partire dal 1934
- 1950-1965 Vice Presidente dell'International Association for the study of History of Religions
- 1939-1940 Capitano nel 12º reggimento de Zuavi, quindi all'Etat-Major du Mans
- 1951-1962 Presidente della Sezione di Scienze religiose dell'École pratique des Hautes Études
- 1951-1952 Presidente dell'Association pour l'encouragement des Études grecques en France
- 1952-1972 Professore presso il Collège de France, Cattedra di Storia delle Religioni